# Georg Heuser
Georg Albert Wilhelm Heuser (* 27. Februar 1913 in Berlin; † 30. Januar 1989 in Koblenz) war ein deutscher Kripobeamter, SS-Hauptsturmführer und als Leiter der Abteilung IV beim Kommandeur der Sicherheitspolizei und des SD (KdS) in Minsk und Leiter des Landeskriminalamts Rheinland-Pfalz (LKA) in Koblenz. Als Hauptangeklagter in einem der größten Kriegsverbrecherprozesse der Bundesrepublik wurde er 1963 schuldig gesprochen, an der planmäßigen Ermordung von 11.103 Menschen beteiligt gewesen zu sein.

## Elternhaus und Studium
Als Sohn des Kaufmanns Albert Heuser und dessen Ehefrau Margarete Stein besuchte er ab 1919 die Volksschule und danach ab 1923 in Berlin-Lichtenberg das Realgymnasium, wo er am 2. März 1932 das Abitur erlangte. Ab Mitte 1932 begann er in Berlin, Königsberg und Prag ein Studium der Rechtswissenschaften. Am Kammergericht Berlin legte er am 27. Juli 1936 die Prüfung zum ersten juristischen Staatsexamen ab, worauf er danach in Berlin den juristischen Vorbereitungsdienst aufnahm. Im Jahre 1934 war er für sechs Monate beim Reichsarbeitsdienst tätig. In den Jahren 1935, 1936 und 1937 besuchte er jeweils für einige Monate Lehrgänge bei der Luftwaffe. Mit diesen Dienstzeiten hatte er den Dienstgrad eines Feldwebels und Offizieranwärters der Reserve erworben.

## Laufbahn als Kriminalpolizist
Ohne die weitere juristische Ausbildung fortzuführen, entschloss er sich im Frühjahr 1938, zur Kriminalpolizei zu wechseln. Am 1. Dezember 1938 begann er seinen Dienst bei der Kriminalpolizei als Kriminalkommissaranwärter. Es folgte die Ausbildung in allen Stationen der Kriminalpolizei einschließlich bei der Staatspolizeileitstelle Berlin (StapoLSt Berlin) und beim Leitabschnitt des SD. Da er in seiner bisherigen juristischen Vorbildung und bei anderen Dienstleistungen gute Vorleistungen erbracht hatte, wurde die normalerweise drei Jahre dauernde Ausbildungszeit für ihn gekürzt, so dass er schon im Mai 1940 einen Lehrgang für Kriminalkommissare auf der Führerschule der Sicherheitspolizei in Berlin-Charlottenburg besuchen konnte, der neun Monate dauern sollte. Am 14. Februar 1941 bestand er die Abschlussprüfung als Bester dieses Lehrgangs.
Danach begann er den Dienst als Hilfskriminalkommissar bei der Kriminalpolizei-Leitstelle Berlin im Dezernat für Kapitalverbrechen. Etwa ab Juli 1941 erfolgte die Ernennung zum Kriminalkommissar auf Probe und am 6. Oktober 1941 die Berufung als Beamter auf Lebenszeit im Range eines Kommissars der Kriminalpolizei. Als von Oktober 1940 bis Juli 1941 in Berlin eine Serie von Morden an der Berliner S-Bahn die Öffentlichkeit erschütterte, arbeitete Heuser bei den Ermittlungen in der Mordkommission von Wilhelm Lüdtke mit, die zum Täter Paul Ogorzow führten. Gemeinsam veröffentlichten Lüdtke und Heuser 1942 einen Artikel darüber in der Zeitschrift Kriminalistik.

## Einsatz in der Sowjetunion
Im Jahr 1941 trat er nach eigenen Angaben in die SS ein und wurde im Februar 1941 zum SS-Untersturmführer ernannt. Er behauptete weiterhin, nie der NSDAP oder deren Untergliederungen angehört zu haben. Kurz vor seiner Abkommandierung nach Riga zur Einsatzgruppe A im September 1941 wurde er zum SS-Obersturmführer befördert. Danach gehörte er dem Sonderkommando 1b (SK 1b) unter SS-Obersturmführer Erich Ehrlinger an, das nach Tosno vorrückte.

### Sonderkommando 1 b
Mit Ehrlinger wurde er mit dem SK 1b gegen Ende November 1941 nach Minsk verlegt. Nach dem Ende der Militärverwaltung wurde aus Einheiten des SK 1b die Dienststelle des KdS Minsk unter dem Kommando von Ehrlinger, ab März 1942 unter dem SS-Obersturmbannführer Eduard Strauch, aufgebaut. Da es vorerst beim KdS Minsk noch keine festen Strukturen und Unterstellungsverhältnisse gab, unterstand die Abteilung IV/V anfangs Heuser und dann im Wechsel dem SS-Untersturmführer und Kriminalkommissar Kurt Burkhardt. Diese Abteilung bearbeitete sowohl Angelegenheiten der Staatspolizei wie auch Angelegenheiten von Juden.
Seit 1941 trug er den selbst verliehenen Titel eines "Dr. jur.", was erst nach dem NS-Ende im Zuge des NSG-Verfahrens gegen ihn aufgedeckt wurde.

### Abteilungsleiter beim KdS Minsk
Erst im Mai 1942 erhielt die Struktur des KdS nach dem Vorbild des Reichssicherheitshauptamts (RSHA) die Abteilung IV als Einrichtung der Gestapo, die Heuser befehligte. Dazu gehörten die Dienstbereiche der Unterabteilungen IVa und IVb:
- Dienstbereiche Abteilung IVa: Kampf gegen Sabotage, Spionage und Wirtschaftsverbrechen; Betriebsabwehr und Aufklärung gegen Partisanen
- Dienstbereiche der Abteilung IVb: Angelegenheiten von Juden und Polen

Die Dienststelle befand sich in einem weitläufigen Gebäude der Universität von Minsk, wobei in einer Entfernung von 12 Kilometern von Minsk im Südosten das Gut Maly Trostinez als Lager der Besitztümer der Verhafteten eingerichtet wurde. Im Sommer 1943 gehörte er dem Sonderkommando 1005 (SK 1005) an. Ab Herbst 1943 wurde in Minsk der KdS in einen Befehlshaber der Sicherheitspolizei und des SD (BdS) umbenannt. Aus der Abteilung IV wurde eine Abteilung N herausgelöst, und Heuser beschäftigte sich hauptsächlich mit Gegenspionage gegen Partisanen. Sein bisheriges Kommando übernahm SS-Sturmbannführer Kurt Gornig.

### Rückzug 1944
Kurz bevor die Rote Armee die Stadt am 3. Juli 1944 zurückeroberte, zog Heuser mit dem letzten SS-Nachkommando des BdS am 1. Juli aus Minsk ab. Der Marschweg des Rückzugs erfolgte über Augustowo und Ortelsburg nach Nakeln in Westpreußen, wo die Führerschule der Sicherheitspolizei nach Bombenangriffen auf Berlin ausquartiert worden war. Hier unterrichtete er etwa vier Wochen die Teilnehmer des Lehrgangs, um dann ab August 1944 nach Beförderung zum SS-Hauptsturmführer als Chef vom Einsatzkommando 14 (EK-14) eingesetzt zu werden. Die Hauptaufgabe des EK-14 als Einheit der Einsatzgruppe H bestand darin, den Aufstand in der Slowakei mit anderen Verbänden niederzuschlagen. Noch im März 1945 führte Heuser in Krems an der Donau eine Kampfgruppe.

## Nachkriegszeit
Nach dem Ende des NS-Regimes gelangte er nach Goslar, wo seine Schwester wohnte. Er behauptete nun, Rechtsanwalt zu sein und führte Gelegenheitstätigkeiten aus. Ab dem 1. Juli 1948 nahm er eine Beschäftigung bei der Firma Internationale Transporte Palatia in Mutterstadt auf, bei der er Mitte 1949 beschäftigt war. Eine Bescheinigung der politischen Unbedenklichkeit erhielt er am 19. August 1948 von einer Behörde in Ludwigshafen am Rhein, wohin er am 1. September 1949 zog. Hier arbeitete er vom 31. Dezember 1949 bis zum 31. Dezember 1952 als kaufmännischer Leiter in der Fabrik für Akkumulatoren „Akuwa“. Im Oktober 1953 fand er eine Stelle beim Ausgleichsamt in Ludwigshafen. Eine erste Bewerbung 1953 als im NS-System staatlich beschäftigter 131er um Wiederaufnahme in den Polizeidienst wurde abgelehnt, da er aus der Gestapo kam. Im zweiten Anlauf war die Bewerbung 1954 erfolgreich.
Als Kriminaloberkommissar wurde er zum Polizeipräsidium Ludwigshafen übernommen. Dabei konnte er ein Empfehlungsschreiben des Kriminalrats Johannes Hoßbach vorlegen, der damals als persönlicher Referent des Präsidenten des BKAs, Hanns Jess, beschäftigt war. Heuser kannte Hoßbach sowohl von der Führerschule der Sicherheitspolizei als auch aus der gemeinsamen Zeit bei dem hoch belasteten Einsatzkommando 14. Bei seiner Bewerbung für den Kriminalpolizeidienst legte er eine gefälschte Abschrift des Polizeipräsidenten von Berlin vom 16. November 1941 vor, die ihm seine angebliche Promotion an der Karls-Universität Prag vom 1. April 1941 bescheinigte. Ab dem 22. Oktober 1954 nahm er eine Stelle bei der Polizeidirektion in Kaiserslautern ein. Nachdem er am 1. Januar 1955 zum Kriminalhauptkommissar befördert wurde, übernahm er die Leitung der Kriminalpolizei in Kaiserslautern. Als er am 18. Mai 1955 zum Kriminalrat ernannt wurde, übernahm er kommissarisch die Geschäfte des Polizeipräsidenten von Kaiserslautern.

## LKA Rheinland-Pfalz
Zum LKA Rheinland-Pfalz in Koblenz wurde er am 15. Juli 1956 abgeordnet und nahm die Dienststellung eines Stellvertreters des Leiters des LKA ein. Die dienstliche Versetzung zum LKA erfolgte mit Wirkung vom 1. September 1956. Mit der Beförderung zum Kriminaloberrat am 1. Januar 1958 übernahm er auch die Leitung des LKA. Zu seinen Aufgaben gehörte auch die wieder verstärkt aufgenommene Fahndung nach Verbrechern im NS-Regime. Bei den Konferenzen der Leiter der LKAs der Bundesländer vertrat Heuser von Januar 1958 bis Mitte 1959 das Land Rheinland-Pfalz. Inzwischen gab es wegen der Ermittlungen der Judenmorde in Minsk eine Fahndung nach einem SS-Offizier mit dem Nachnamen Häuser, was aber bis dahin erfolglos blieb.

## Festnahme
Von Mitarbeitern der Zentralen Stelle der Landesjustizverwaltungen wurde im Jahre 1959 Heusers Chef in Minsk, Erich Ehrlinger, ausgiebig zu den Vorgängen im KdS Minsk befragt, wobei dieser mehrmals den Namen von Heuser nannte. Die jetzt beginnenden Nachforschungen nach Heuser blieben diesem nicht verborgen. Eine Fahndungsgruppe in Baden-Württemberg beantragte über die Staatsanwaltschaft Karlsruhe beim Amtsgericht Karlsruhe am 14. Juli 1958 einen Haftbefehl. Einen Tag später wurde Heuser in Bad Orb, wo er sich zur Kur aufhielt, festgenommen. Bei den ersten Verhören am 24. Juli 1959 bei der Staatsanwaltschaft Koblenz leugnete er jede Schuld bezüglich der vorgebrachten Vorwürfe.

## Ermittlungen
Die Verhaftung Heusers führte zu Schlagzeilen in der Presse, und die politische Führung in Rheinland-Pfalz wollte Heusers Rolle in Minsk herunterspielen. So behauptete Innenminister August Wolters, zum Zeitpunkt der Versetzung Heusers nach Minsk habe es dort keine Exekutionen gegeben. Die Sekretärin Heusers in Minsk, die zu Heusers Befehlen von der Staatsanwaltschaft Koblenz befragt wurde, erklärte, sie sei doch keine Denunziantin. Erst auf mehrfaches Nachfragen war sie bereit, zuzugeben, dass in den Exekutionsbefehlen Juden betroffen waren. Die meisten Befragungen ergaben für Heuser ein positives Charakterbild. Nur Adolf Rübe erklärte, Heuser hätte sich brutal und erbarmungslos im Dienst gezeigt. Die Angehörigen der Dienststelle Heusers – Jakob Ostwald im Verhör am 1. Juli 1960 und Fritz Mischke am 2. Juni 1961 – gaben ihr Unbehagen über das Verhalten von Heuser an. Zwei Angehörige der KdS Minsk belasteten Heuser schwer, er hätte sich an den Erschießungen persönlich beteiligt. Wilhelm Kaul charakterisierte Heuser in seiner Aussage am 13. Juni 1960: Den Heuser müßten Sie mal an der Grube sehen (womit eine Grube der Massenerschießungen gemeint war).

## Prozess vor dem Landgericht Koblenz
Am 15. Oktober 1962 begann vor dem Landgericht Koblenz unter der Leitung von Landgerichtsdirektor Erich Randebrock der Prozess gegen Heuser und zehn weitere Angeklagte der Dienststelle des KdS Minsk: SS-Obersturmführer Karl Dalheimer, SS-Obersturmführer Johannes Feder, SS-Hauptsturmführer Arthur Harder, Regierungsoberinspektor Wilhelm Kaul, SS-Obersturmführer Friedrich Merbach, SS-Obersturmführer Jakob Oswald, SS-Hauptsturmführer Rudolf Schlegel, SS-Hauptsturmführer Franz Stark, SS-Untersturmführer Eberhard von Toll und SS-Hauptsturmführer Artur Wilke.

### Verteidigungslinie
Seinen ersten Verteidiger hatte Heuser aus seinem Bekanntenkreis als SS-Offizier vom KdS Minsk bewusst ausgewählt. Als Dienstältester und Hauptangeklagter stand Heuser im Mittelpunkt des Prozesses. Als erste Verteidigungslinie diente die Behauptung, nur Befehle von Kommandostellen ausgeführt zu haben. Außerdem seien die Ereignisse im Zuge der „Bandenbekämpfung“ erfolgt. Heuser zeigte sich jedoch anfangs flexibel und räumte ein, zum Teil schuldig geworden zu sein. Andererseits belasteten ihn die Mitangeklagten, weil sie sich auf Heusers Befehle beriefen.

### Tatkomplexe
Bei der Exekutionsaktion vom 1. bis 3. März 1942 wurde Heuser an einem Tag als Schütze beim Erschießungskommando eingeteilt, das Juden aus dem Ghetto Minsk erschießen sollte. Heuser wehrte sich mit allen möglichen Behauptungen, dass er nicht daran teilgenommen habe. Auch bot Heuser eine Bekannte auf, die unter Eid behauptete, sich mit Heuser Anfang März 1942 in Berlin getroffen zu haben. Aber die Aussagen von Merbach und anderen Zeugen widerlegten seine Aussagen. Das Schwurgericht kam zu der Überzeugung, dass Heuser seine Anwesenheit vernebeln wollte.
Als am 11. Mai 1942 ein Transport von 900 Deportierten aus Wien in Minsk eintraf, betätigte sich Heuser bei der Exekution als Schütze, wobei er mit der Pistole auf noch lebende Opfer in der Grube die tödlichen Schüsse abgab. Er hätte wie ein Automat geschossen, so bekannte er sich zu diesen Ereignissen. Auch bei der Exekution der Deportierten eines Transports aus Wien, der am 26. Mai 1942 eintraf, betätigte sich Heuser als Schütze. Bei einer Räumungsaktion des Ghettos Minsk vom 28. bis 30. Juli 1942 betätigte sich Heuser bei den anschließenden Exekutionen, wobei er im Prozess mit der Aussage eines Zeugen konfrontiert wurde, dass Heuser mit bleichem Gesichtsausdruck vom Erschießungsort zurückkam. Vergeblich wollte Heuser durch Behauptungen verschleiern, er wäre zu dem Zeitpunkt nicht in Minsk gewesen.
In der Nacht vom 21. auf den 22. September 1943 wurde der Generalkommissar für Weißrussland, Wilhelm Kube, durch einen Sprengsatz tödlich verletzt. Der SS- und Polizeiführer in Minsk, der SS-Brigadeführer und Generalmajor der Polizei Curt von Gottberg, befahl daraufhin, als Vergeltung 300 Einwohner von Minsk zu erschießen. Mehrere Zeugen sagen aus, Heuser habe an der Exekution teilgenommen und selber geschossen. Heuser bestritt die Teilnahme an der Exekution, im Urteil werden aber keine entlastenden Gegenaussagen von Heuser zu den Beschuldigungen mit angegeben.
Im Winter 1942/1944 wurde eine junge Russin überführt, Spionageaktionen in Minsk gegen die deutschen Einrichtungen betrieben zu haben. Ehrlinger gab Heuser den Befehl, die Russin zu erschießen. Ohne ein vorliegendes Gerichtsurteil exekutierte Heuser die Russin auf einem Trümmergrundstück. Heuser gab die Exekution zu und behauptete, rechtmäßig gehandelt zu haben. Ein Zeuge bestätigte den Tathergang. Heuser verteidigte sich damit, man habe mit den feindlichen Agenten rücksichtslos durchgreifen müssen.
Gegen Ende 1942 oder Anfang 1943 wurde in Minsk der katholische Priester Godlewski von zwei Beamten der Gestapo abgeholt und erschossen. Die Befragung des einen Teilnehmers dieser Aktion vor Gericht ergab für das Gericht zweifelsfrei, dass Heuser der Schütze gewesen ist, da Heuser als letzter unmittelbar vor dem Schuss in der Dunkelheit mit Godlewski zusammen war. Wer den Befehl zur Exekution gab, konnte nicht mehr geklärt werden. Ebenso gab es kein Gerichtsurteil für die Exekution. Da Godlewski sich in einer örtlichen Hilfsorganisation auch politisch betätigt hat, nahm das Gericht an, dass die Gestapo einen vermeintlichen politischen Gegner beseitigen wollte. Heuser leugnete, die Exekution ausgeführt zu haben. Er hätte überhaupt nichts davon gewusst.

### Unterstützung und Verteidigung
Während der Untersuchungshaft hatten Kollegen aus dem LKA Rheinland-Pfalz ihm Blumen geschickt. Mit dem ersten Verteidiger war Heuser wohl nicht zufrieden, denn dieser griff das Gericht und den Vorsitzenden mit zweifelhaften Anträgen an, was auch den Prozess verzögerte. Schließlich wechselte Heuser ihn und seinen Nachfolger aus, so dass er sich zuletzt vom Verteidiger Rechtsanwalt Egon Geis vertreten ließ. Der Prozess zog sich über 62 Verhandlungstage hin. In seinem Plädoyer forderte Geis für Heuser den Freispruch. Dieser habe nur eine Beihilfehandlung zum Verbrechen bei Völkermorden vorgenommen.

### Tatbestände und Strafmaß
Nach der Beweisaufnahme und Verhandlung sah das Gericht Heuser in zehn Tatbeständen überführt und verhängte in den einzelnen Tatbeständen folgendes Strafmaß wegen gemeinschaftlicher bzw. einzelner Beihilfe zum Mord in 11.103 Fällen:
- Märzaktion vom 1. bis 3. März 1942 in 1000 Fällen: 6 Jahre Zuchthaus
- Transportaktion am 11. Mai 1942 in 900 Fällen: 4 Jahre Zuchthaus
- Transportaktion am 26. Mai 1942 in 900 Fällen: 4 Jahre Zuchthaus
- Transportaktion am 2. September 1942 in 900 Fällen: 4 Jahre Zuchthaus
- Transportaktion am 25. September 1942 in 900 Fällen: 4 Jahre Zuchthaus
- Transportaktion am 9. Oktober 1942 in 500 Fällen: 4 Jahre Zuchthaus
- Juliaktion 1942 in 5500 Fällen: 10 Jahre Zuchthaus
- Gettoauflösung in Minsk Herbst 1943 in 500 Fällen: 4 Jahre Zuchthaus
- Lebendverbrennung im Herbst 1943 in 2 Fällen: 3 Jahre Zuchthaus
- Erschießung einer Agentin: 5 Jahre Zuchthaus

Heuser hatte an zahlreichen anderen Massentötungen teilgenommen, aber seine direkte Täterschaft konnte nicht zweifelsfrei für das Gericht nachgewiesen werden. So wurde die Summe der Einzelstrafen in Höhe von 48 Jahren Zuchthaus zu einer Gesamtstrafe von 15 Jahren zusammengefasst.

## Haftentlassung und neue Ermittlungen
Mitte 1969 beantragte Heuser, dass ihm der Rest der Strafe erlassen würde. Die Leitung der Justizvollzugsanstalt Diez unterstützte den Antrag in einem Schreiben vom 1. Juli 1969 an den Oberstaatsanwalt in Koblenz, da Heuser kein Krimineller im üblichen Sinne sei. Am 12. Dezember 1969 verfügte das Landgericht Koblenz die Haftentlassung Heusers. Inzwischen gab es Beschuldigungen gegenüber Heuser, als Leiter des EK 14 Verbrechen begangen zu haben. So verhörte der zuständige Staatsanwalt in Koblenz Heuser mehrfach im Zeitraum von Juni 1979 bis Januar 1980. Heuser bestritt jede Aktion gegen Juden, da es zu dem Zeitpunkt des Einsatzes der Einsatzgruppe H in der Slowakei keine Juden mehr gegeben habe und er nur den Auftrag hatte, Partisanen zu bekämpfen. Da der Staatsanwalt keine hinreichenden Beweise gegen Heuser vorbringen konnte, wurde das Verfahren am 29. Februar 1980 eingestellt.
Als die Staatsanwaltschaft München Ende der achtziger Jahre neue Belastungsvorwürfe gegen Heuser wegen des Einsatzes des EK 14 erhob, konnten die Ermittlungen nicht mehr fortgeführt werden, da Heuser am 30. Januar 1989 verstarb.